# Basnéré (Yaba)
Pour les articles homonymes, voir Basnéré.
Basnéré est une commune située dans le département de Yaba de la province du Nayala au Burkina Faso.